# (4879) Zykina

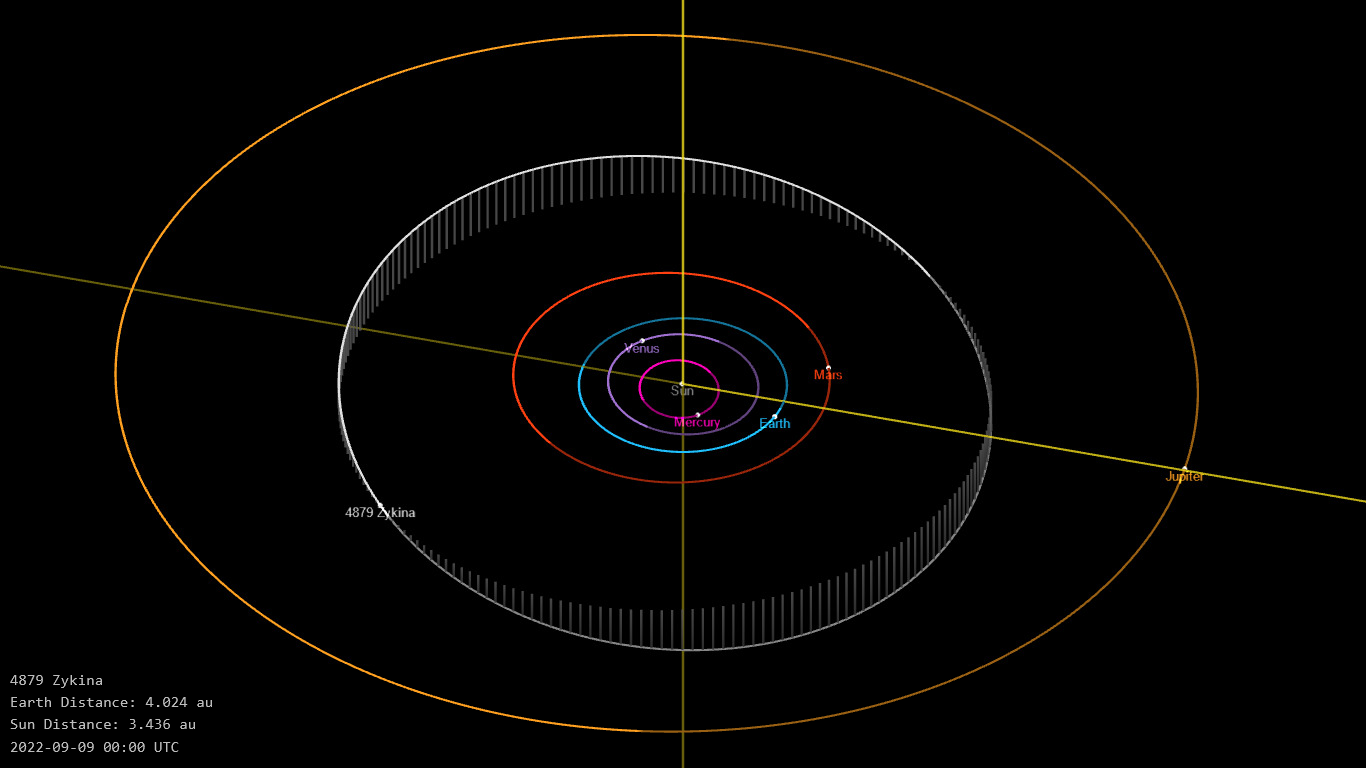
Orbita planetoidy (4879) Zykina

(4879) Zykina (1974 VG) – planetoida z grupy głównego pasa planetoid okrążająca Słońce w ciągu 5,63 lat w średniej odległości 3,17 j.a. Została odkryta 12 listopada 1974 roku przez Ludmiłę Chernych.